# Rehoboth Beach
Rehoboth Beach is een plaats (city) in de Amerikaanse staat Delaware, en valt bestuurlijk gezien onder Sussex County.

## Demografie
Bij de volkstelling in 2000 werd het aantal inwoners vastgesteld op 1495. In 2006 is het aantal inwoners door het United States Census Bureau geschat op 1554, een stijging van 59 (3,9%).

## Geografie
Volgens het United States Census Bureau beslaat de plaats een oppervlakte van 4,3 km2, waarvan 3,1 km2 land en 1,2 km2 water. Rehoboth Beach ligt op ongeveer 1 m boven zeeniveau.

## Plaatsen in de nabije omgeving
De onderstaande figuur toont nabijgelegen plaatsen in een straal van 24 km rond Rehoboth Beach.

## Trivia
- De 46e president van de Verenigde Staten Joe Biden en zijn vrouw Jill bezitten een vakantiehuis in Rehoboth Beach.[4]